# Sigmaringen
Sigmaringen – miasto powiatowe w Niemczech, w kraju związkowym Badenia-Wirtembergia, w rejencji Tybinga, w regionie Bodensee-Oberschwaben, w powiecie Sigmaringen, siedziba związku gmin Mengen. Leży nad Dunajem, ok. 80 km na południe od Stuttgartu.
Do XIX wieku stolica księstwa Hohenzollern-Sigmaringen, w którym panowała katolicka gałąź rodu Hohenzollernów, późniejszych królów Rumunii.

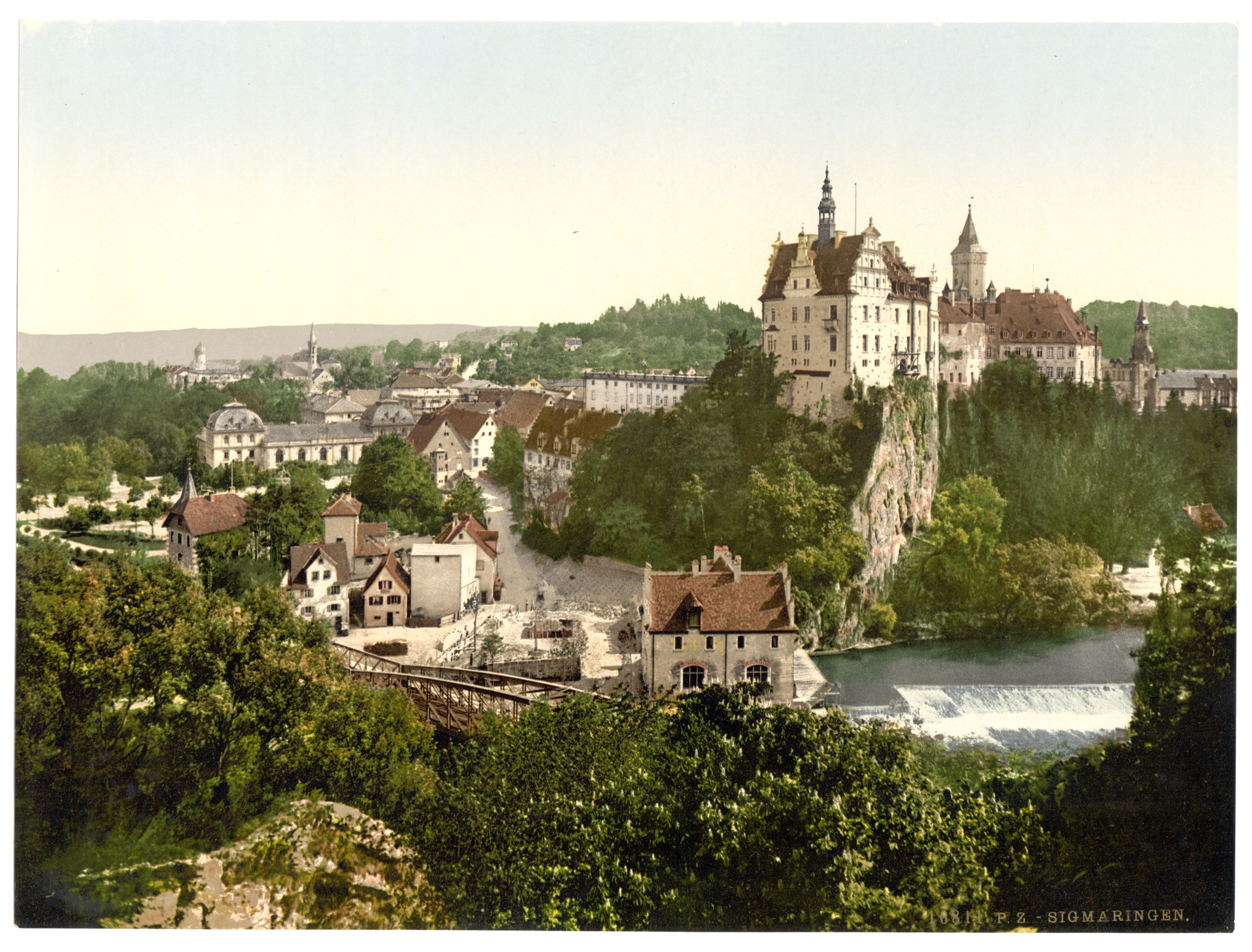
Zamek Sigmaringen, pocztówka z około 1900

## Zabytki
- Zamek Sigmaringen,
- barokowy kościół św. Jana Ewangelisty.

## Współpraca
Miejscowości partnerskie:
- Boxmeer, Holandia
- Feldkirch, Austria
- Gutenstein, Austria (kontakty utrzymuje dzielnica Gutenstein)
- Thann, Francja